# Острудские говоры

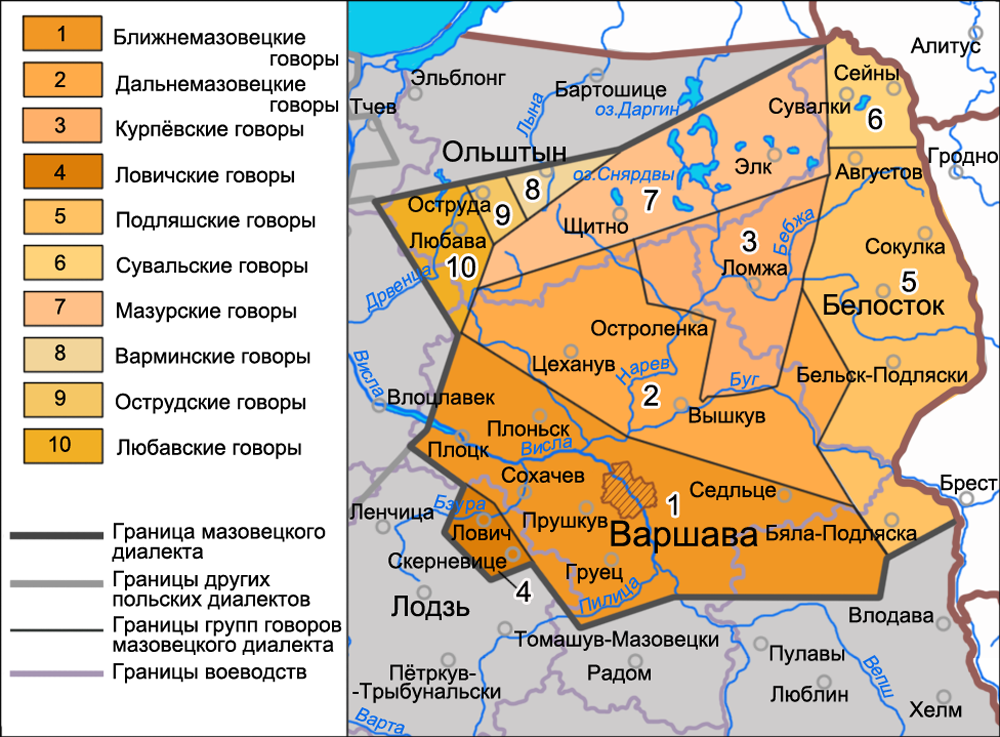
Острудские говоры на карте мазовецкого диалекта

Остру́дские го́воры (пол. gwary ostródzkie) — говоры мазовецкого диалекта польского языка, распространённые в окрестностях города Оструды на западе Варминско-Мазурского воеводства. Вместе с любавскими и варминскими говорами относятся к так называемым новым немазуракающим говорам, которые сформировались на территории ранее заселённой пруссами и в которых отсутствует мазурение в том виде, в котором оно представлено в большинстве говоров мазовецкого диалекта. К. Нич объединял острудские говоры вместе с варминскими в острудско-вармийский диалект (или группу говоров) в составе новых немазуракающих говоров.
Так же, как и варминские и мазурские, острудские говоры употребляются автохтонным населением северо-востока Польши, представляющим собой очень небольшое число носителей среди переселенцев. Также, возможно, говоры сохраняются среди эмигрантов, выехавших из окрестностей Оструды во второй половине XX века в Германию.

## Область распространения
Острудские говоры размещаются в Илавском поозёрье (пол. Pojezierze Iławskie) главным образом на территории Острудского повята, охватывая также часть территорий Ольштынского и Нидзицкого повятов Варминско-Мазурского воеводства.
Острудские говоры локализуются в северо-западной части ареала мазовецкого диалекта. С севера острудские говоры граничат с новыми смешанными польскими диалектами, сменившими после Второй мировой войны диалекты немецкого языка. С востока к острудским говорам примыкают варминские говоры, с юга — мазурские говоры. На западе острудские говоры граничат с немазуракающими любавскими говорами.

## Особенности говоров
Острудские говоры разделяют ряд языковых черт с новыми немазуракающими говорами, в состав которых они входят. Также для острудских говоров характерны некоторые общие черты с мазурскими и хелминскими говорами. На юге отмечается влияние говоров центра Мазовии. Острудские говоры вместе с остальными говорами Вармии и Мазурии длительное время были изолированы от других польских говоров и находились вне влияния польского литературного языка, что способствовало сохранению в данных говорах большого числа лексических архаизмов и исторических черт в грамматике.
Для острудских говоров характерна такая общемазовецкая черта, как глухой тип сандхи, но при этом отсутствует мазурение. В целом для острудских говоров характерны следующие диалектные черты:
1. Произношение o на месте древнепольского ā.
2. Произношение ey/ei на месте ē.
3. Произношение ou на месте ō.
4. Узкое произношение носовых.
5. Лексикализованные случаи перехода начальных ja- в je- и ra- в re-.
6. Наличие яблонкования («сяканья»): wjeśk, zapuściony, śło, siedł, zwicziajne и т. п.
7. Асинхронное произношение мягких губных согласных с дополнительной артикуляцией j, ch’ или h’, ś или ź, ń: do stawjania, pchiasek, psiskorz, niasto и т. п.
8. Случаи произношения твёрдых ky, gy, ke, ge: dziewczynky, kedy, nogy, kełbie и т. п.
9. Сочетание cht на месте kt: nicht, w nichtórnych, chto, chtóry.
10. Случаи отвердения l перед i: lys, posłuchaly и т. п.
11. Переход -ar- в -er- в середине слова: pożerło, umerła, terli.
12. Смешение i и y: prziwłoka, wisoki, ribi и т. п.
13. Наличие у существительных мужского рода в дательном падеже окончания -owi/-owiu или чаще -ozi/-oziu: bratowi, chłopakowiu, bratozi, chłopakoziu.
14. Форма dwa, употребляющаяся во всех родах.
15. Наличие в 1-м лице мн. числа настоящего времени глаголов флексии -wa, восходящей к показателю двойственного числа, наряду с -m и -my: chodzimy, chodziwa.